# Eleições estaduais na Paraíba em 1990
As eleições estaduais na Paraíba em 1990 ocorreram em 3 de outubro como parte das eleições gerais no Distrito Federal e em 26 estados brasileiros. Foram eleitos o governador Ronaldo Cunha Lima, o vice-governador Cícero Lucena, o senador Antônio Mariz, 12 deputados federais e 36 estaduais. Como nenhum candidato a governador atingiu metade mais um dos votos válidos, houve um segundo em 25 de novembro e segundo a Constituição, o governador tomaria posse em 15 de março de 1991, para um mandato de quatro anos sem direito a reeleição.
Durante o Regime Militar de 1964 o MDB triunfou sobre a ARENA na maioria das eleições para senador e atingiu um número significativo de deputados federais e estaduais até o fim do bipartidarismo quando o PMDB viu sua chapa ser derrotada em 1982 ante o PDS que fez Wilson Braga governador, José Carlos da Silva Júnior vice-governador e Marcondes Gadelha senador. Com a Nova República, o PMDB assistiu ao embate entre Wilson Braga e Tarcísio Burity pelo controle do PFL e com a vitória do primeiro, restou a Burity o ingresso no PTB. Graças a essa desavença entre antigos correligionários o PMDB recebeu o apoio de Braga e elegeu Antônio Carneiro Arnaud prefeito de João Pessoa em 1985, entretanto no ano seguinte ofereceu sua legenda a Tarcísio Burity que se elegeu governador da Paraíba numa disputa com Marcondes Gadelha, enquanto Wilson Braga perdia a eleição para senador naquele ano de 1986.
Encerrada a apuração, o advogado Ronaldo Cunha Lima foi eleito governador da Paraíba ao vencer Wilson Braga em segundo turno. Natural de Guarabira, ele é formado na Universidade Federal da Paraíba e iniciou sua carreira política como vereador em Campina Grande e em 1962 foi eleito deputado estadual pelo PTB reelegendo-se via MDB em 1966. Dois anos depois foi eleito prefeito de Campina Grande, mas teve o mandato cassado pelo Ato Institucional Número Cinco e após isso foi morar no Rio de Janeiro só retornando à política em 1982 quando foi eleito para um novo mandato como prefeito de Campina Grande pelo PMDB. Sua chegada ao Palácio da Redenção fez da Paraíba o único estado governado pelo PMDB em todo o Nordeste e embora a legenda tenha elegido Tarcísio Burity em 1986, foi a primeira vez que um político originário do MDB venceu a disputa pelo executivo paraibano. Sobre Tarcísio Burity ele se filiou ao PRN e apoiou, sem sucesso, a candidatura de João Agripino Maia.
Outro vencedor foi o engenheiro civil Cícero Lucena. Natural de São José de Piranhas e primo de Humberto Lucena, formou-se na Universidade Federal da Paraíba e trabalhou numa empresa de construção civil e terraplanagem como diretor financeiro antes do ingresso na política. Filiado ao PMDB foi eleito vice-governador da Paraíba na chapa de Ronaldo Cunha Lima em 1990 e nos últimos meses de mandato assumiu o governo estadual quando o titular pediu licença para tratar de um assunto de caráter pessoal e depois foi efetivado quando Cunha Lima renunciou para eleger-se senador.

## Resultado da eleição para governador

### Primeiro turno
Segundo o Tribunal Regional Eleitoral da Paraíba foram apurados 1.150.025 votos nominais (77,58%), 202.478 votos em branco (13,66%) e 129.946 votos nulos (8,76%) resultando no comparecimento de 1.482.449 eleitores.
| Candidatos a governador do estado | Candidatos a vice-governador         | Número | Coligação                                                        | Votação | Percentual |
| --------------------------------- | ------------------------------------ | ------ | ---------------------------------------------------------------- | ------- | ---------- |
| Wilson Braga PDT                  | Enivaldo Ribeiro PFL                 | 12     | Coligação Democrática Progressista (PDT, PFL, PTB, PL, PSC, PTR) | 498.763 | 43,37%     |
| Ronaldo Cunha Lima PMDB           | Cícero Lucena PMDB                   | 15     | Movimento de Oposição Popular (PMDB, PSDB, PST, PSD, PMN, PTdoB) | 462.562 | 40,22%     |
| João Agripino Maia PDS            | João Rafael de Aguiar PRN            | 11     | Aliança Democrática Paraibana (PDS, PRN)                         | 137.487 | 11,96%     |
| Genival Veloso de França PT       | Emília Correia de Lima PCB           | 13     | PT, PCB, PSB, PCdoB                                              | 44.719  | 3,89%      |
| Juracy Palhano PDC                | João Ariosvaldo Pereira da Silva PDC | 17     | PDC (sem coligação)                                              | 6.494   | 0,56%      |
| Fontes:                           |                                      |        |                                                                  |         |            |

### Segundo turno
Segundo o Tribunal Regional Eleitoral da Paraíba foram apurados 1.276.177 votos nominais (90,92%), 31.417 votos em branco (2,24%) e 95.946 votos nulos (6,84%) resultando no comparecimento de 1.403.540 eleitores.
| Candidatos a governador do estado | Candidatos a vice-governador | Número | Coligação                                                        | Votação | Percentual |
| --------------------------------- | ---------------------------- | ------ | ---------------------------------------------------------------- | ------- | ---------- |
| Ronaldo Cunha Lima PMDB           | Cícero Lucena PMDB           | 15     | Movimento de Oposição Popular (PMDB, PSDB, PST, PSD, PMN, PTdoB) | 704.375 | 55,19%     |
| Wilson Braga PDT                  | Enivaldo Ribeiro PFL         | 12     | Coligação Democrática Progressista (PDT, PFL, PTB, PL, PSC, PTR) | 571.802 | 44,81%     |
| Fontes:                           |                              |        |                                                                  |         |            |

## Biografia do senador eleito

### Antônio Mariz
Nascido em João Pessoa e diplomado em Ciência Política na Universidade de Nancy, Antônio Mariz graduou-se advogado pela Universidade Federal do Rio de Janeiro e desempenhou as funções de promotor de justiça adjunto em cidades potiguares e paraibanas até assumir a subchefia da Casa Civil no governo Pedro Gondim em 1962. Eleito prefeito de Sousa via PTB em 1963, ocupou o cargo até o fim do mandato embora tenha sido preso brevemente por ocasião do Regime Militar de 1964. Nomeado promotor de justiça em Itabaiana foi secretário de Educação no governo João Agripino. Eleito deputado federal pela ARENA em 1970, 1974 e 1978, foi derrotado por Tarcísio Burity na convenção que indicou o candidato arenista ao governo em 1978 e após a reforma partidária migrou para o PP e a seguir para o PMDB, sendo derrotado ao disputar o governo estadual em 1982. Nomeado para uma diretoria do Banco Nacional da Habitação no primeiro ano de José Sarney na Presidência da República, deixou o cargo em 1986, quando foi eleito deputado federal e participou da elaboração da Constituição de 1988. Em 1990 foi eleito senador pela Paraíba e quatro anos depois venceu a eleição para governador.

## Suplente efetivado

### Ney Suassuna
Natural de Campina Grande e morador do Rio de Janeiro desde 1965, Ney Suassuna presidiu a Associação Comercial da Barra da Tijuca e dentre seus negócios como empresário estão o Colégio Anglo-Americano e participações nos setores de construção civil e construção naval. Formado em Pedagogia pela Faculdade Castelo Branco, ingressou na Universidade Federal do Rio de Janeiro onde se graduou em Administração e Economia. Assessor técnico do Ministério do Planejamento durante grande parte do Regime Militar de 1964, foi derrotado ao candidatar-se a senador pela Paraíba numa sublegenda do PMDB em 1982, mas em 1990 foi eleito primeiro suplente na chapa de Antônio Mariz, sendo efetivado após a renúncia do titular.

## Resultado da eleição para senador
Segundo o Tribunal Regional Eleitoral da Paraíba houve 893.486 votos nominais (60,27%), 469.352 votos em branco (31,66%) e 119.611 votos nulos (8,07%) resultando no comparecimento de 1.482.449 eleitores.
| Candidatos a senador da República | Candidatos a suplente de senador                                   | Número | Coligação                                                        | Votação | Percentual |
| --------------------------------- | ------------------------------------------------------------------ | ------ | ---------------------------------------------------------------- | ------- | ---------- |
| Antônio Mariz PMDB                | Ney Suassuna PMDB Péricles Vilhena PMDB                            | 151    | Movimento de Oposição Popular (PMDB, PSDB, PST, PSD, PMN, PTdoB) | 490.376 | 54,88%     |
| Marcondes Gadelha PFL             | Hermano Alfredo Netto de Sá - Carlos Alberto de Oliveira Andrade - | 251    | Coligação Democrática Progressista (PDT, PFL, PTB, PL, PSC, PTR) | 296.278 | 33,16%     |
| Joacil Pereira PDS                | Rildo Cavalcanti Fernandes PDS José Hely Tenório PDS               | 111    | Aliança Democrática Paraibana (PDS, PRN)                         | 60.706  | 6,80%      |
| Paulo de Araújo Netto PSB         | Alberto Magno de Vasconcelos PSB Luiz Lima de Almeida -            | 401    | PT, PSB, PCB, PCdoB                                              | 29.511  | 3,30%      |
| Francisco Asfora PDC              | José Palhano Freire PDC Jorge Luiz de Lima PDC                     | 171    | PDC (sem coligação)                                              | 16.615  | 1,86%      |
| Fontes:                           |                                                                    |        |                                                                  |         |            |

## Deputados federais eleitos
São relacionados os candidatos eleitos com informações complementares da Câmara dos Deputados.

Representação eleita
  PMDB: 4
  PDT: 3
  PFL: 3
  PDS: 2

| Número  | Deputados federais eleitos | Partido | Votação | Percentual | Cidade onde nasceu | Unidade federativa  |
| 1201    | Lúcia Braga                | PDT     | 67.462  | 9,08%      | João Pessoa        | Paraíba             |
| 1113    | Ivan Burity                | PDS     | 44.466  | 5,98%      | João Pessoa        | Paraíba             |
| 1511    | Ivandro Cunha Lima         | PMDB    | 44.231  | 5,95%      | Guarabira          | Paraíba             |
| 1101    | Rivaldo Medeiros           | PDS     | 39.473  | 5,31%      | Patos              | Paraíba             |
| 1234    | Vital do Rego              | PDT     | 33.468  | 4,50%      | Campina Grande     | Paraíba             |
| 2522    | Adauto Pereira             | PFL     | 30.456  | 4,10%      | Pombal             | Paraíba             |
| 2511    | Efraim Morais              | PFL     | 30.308  | 4,08%      | Santa Luzia        | Paraíba             |
| 2525    | Evaldo Gonçalves           | PFL     | 29.569  | 3,98%      | São João do Cariri | Paraíba             |
| 1212    | Francisco Evangelista      | PDT     | 27.307  | 3,68%      | Alexandria         | Rio Grande do Norte |
| 1555    | José Maranhão              | PMDB    | 25.860  | 3,48%      | Araruna            | Paraíba             |
| 1520    | José Luiz Clerot           | PMDB    | 25.106  | 3,38%      | Mamanguape         | Paraíba             |
| 1566    | Zuca Moreira               | PMDB    | 22.105  | 2,98%      | Cajazeiras         | Paraíba             |
| Fontes: |                            |         |         |            |                    |                     |

## Deputados estaduais eleitos
36 deputados estaduais foram eleitos para a legislatura 1991-95. As vagas foram assim distribuídas: 9 para PFL e PDS, 8 para PMDB e PDT, 1 para PT e PCdoB.

Representação eleita
  PDS: 9
  PFL: 9
  PDT: 8
  PMDB: 8
  PCdoB: 1
  PT: 1

| Número  | Deputados estaduais eleitos | Partido | Votação | Percentual | Cidade onde nasceu   | Unidade federativa  |
| 11111   | Deusdete Queiroga Filho     | PDS     | 23.131  | 2,69%      | João Pessoa          | Paraíba             |
| 25115   | Armando Abílio              | PFL     | 20.205  | 2,35%      | Itaporanga           | Paraíba             |
| 11101   | Nominando Diniz             | PDS     | 18.755  | 2,18%      | Princesa Isabel      | Paraíba             |
| 11233   | Carlos Dunga                | PDS     | 17.464  | 2,03%      | Pombal               | Paraíba             |
| 11122   | Valdecir Amorim             | PDS     | 15.911  | 1,85%      | Teixeira             | Paraíba             |
| 11217   | Gervásio Maia               | PDS     | 15.446  | 1,79%      | Catolé do Rocha      | Paraíba             |
| 12113   | Djaci Brasileiro            | PDT     | 15.086  | 1,75%      | Itaporanga           | Paraíba             |
| 15111   | Zenóbio Toscano             | PMDB    | 14.936  | 1,73%      | Ingá                 | Paraíba             |
| 11123   | Walter Brito                | PDS     | 14.042  | 1,63%      | Campina Grande       | Paraíba             |
| 15110   | Levi Olímpio                | PMDB    | 13.828  | 1,61%      | São Bentinho         | Paraíba             |
| 12120   | Lauri Ferreira              | PDT     | 13.386  | 1,55%      | Brejo dos Santos     | Paraíba             |
| 25202   | Nilo Feitosa                | PFL     | 13.336  | 1,55%      | Monteiro             | Paraíba             |
| 25220   | Milton Lúcio                | PFL     | 13.132  | 1,52%      | São Bento            | Paraíba             |
| 25123   | Álvaro Gaudêncio Neto       | PFL     | 12.375  | 1,44%      | Campina Grande       | Paraíba             |
| 15108   | João Bosco Carneiro         | PMDB    | 12.027  | 1,4%       | João Pessoa          | Paraíba             |
| 12140   | Vani Braga                  | PDT     | 11.864  | 1,34%      | Conceição            | Paraíba             |
| 12220   | Tião Gomes                  | PDT     | 11.822  | 1,37%      | Pombal               | Paraíba             |
| 15252   | José Feliciano Filho        | PMDB    | 11.633  | 1,35%      | Sapé                 | Paraíba             |
| 11222   | Múcio Sátyro                | PDS     | 11.349  | 1,32%      | Patos                | Paraíba             |
| 25101   | Afrânio Bezerra             | PFL     | 11.029  | 1,28%      | João Pessoa          | Paraíba             |
| 25110   | José Lacerda Neto           | PFL     | 11.013  | 1,28%      | São José de Piranhas | Paraíba             |
| 11121   | Roberto Burity              | PDS     | 10.982  | 1,27%      | João Pessoa          | Paraíba             |
| 11253   | Antônio Ivo                 | PDS     | 10.734  | 1,25%      | João Pessoa          | Paraíba             |
| 12190   | Arnóbio Viana               | PDT     | 10.525  | 1,22%      | Solânea              | Paraíba             |
| 25111   | Aércio Pereira              | PFL     | 10.519  | 1,22%      | Pombal               | Paraíba             |
| 12123   | Ademir Morais               | PDT     | 10.410  | 1,21%      | Santa Luzia          | Paraíba             |
| 25213   | Egídio Madruga              | PFL     | 10.316  | 1,2%       | Pedras de Fogo       | Paraíba             |
| 25224   | Terezinha Pessoa            | PFL     | 10.199  | 1,18%      | Currais Novos        | Rio Grande do Norte |
| 12232   | Tarcísio Marcelo            | PDT     | 10.099  | 1,17%      | João Pessoa          | Paraíba             |
| 15221   | Ivânio Ramalho              | PMDB    | 9.961   | 1,16%      | Patos                | Paraíba             |
| 12210   | Pedro Adelson               | PDT     | 9.654   | 1,12%      | Esperança            | Paraíba             |
| 15280   | José Aldemir                | PMDB    | 9.613   | 1,12%      | Cajazeiras           | Paraíba             |
| 15156   | Fernando Melo               | PMDB    | 7.590   | 0,88%      | Guarabira            | Paraíba             |
| 15200   | Gilvan Freire               | PMDB    | 5.027   | 0,83%      | São Mamede           | Paraíba             |
| 65111   | Simão Almeida               | PCdoB   | 4.538   | 0,53%      | João Pessoa          | Paraíba             |
| 13166   | Chico Lopes                 | PT      | 4.482   | 0,52%      | Itaporanga           | Paraíba             |
| Fontes: |                             |         |         |            |                      |                     |